# アル＝マワシ難民キャンプ襲撃事件 (2024年6月)
アル＝マワシ難民キャンプ襲撃事件（アル＝マワシなんみんキャンプしゅうげきじけん、英: Al-Mawasi refugee camp attack）は、2024年6月21日にイスラエル国防軍（以下IDF）が行ったとされる、難民キャンプへの攻撃。ガザ保健省は、2回の空爆で25人が死亡し、50人が負傷したと報告した。この難民キャンプでは5月28日の攻撃で21人以上が死亡、64人が負傷しており、この1ヶ月弱で2回目のイスラエルによるアル＝マワシ難民キャンプへの爆撃となった。

## 前史
2023年パレスチナ・イスラエル戦争中、ガザ地区では多くの市民が安全地帯への避難を命じられ、多くの地域が過疎化した。特に多くの人々がラファフに避難し、140万人以上のガザ市民がラファフとその周辺の難民キャンプに避難した。イスラエルはICJからの攻撃中止命令にもかかわらず、5月6日にラファフに侵攻し、その結果、さらに95万人の市民がアル＝マワシ難民キャンプなどがあるラファフ西部に避難した。アル＝マワシは、市民が避難を命じられた安全地帯のひとつである。5月28日、イスラエル軍はアル＝マワシ難民キャンプを空爆し、21人が死亡、64人が負傷した。 5月28日の攻撃は国際的な非難が相次ぎ、イスラエルのベンヤミン・ネタニヤフ大統領も「悲劇的な過ち」とした。6月13日、アル＝マワシでは空爆で数十人が死亡したと報道されたが、イスラエル国防軍はこれを否定した。

## 攻撃
アル＝マワシへの1度目の空爆は、6月21日の真夜中過ぎに始まった。この攻撃の生存者は、「家族はイスラエル軍機の音で起き、難民キャンプ周辺が燃えているのを見た」などの発言をしていた。目撃者の証言によると、戦車は仮設テントや避難所に向けて砲撃を行ったという。別の目撃者は、難民キャンプを見下ろす位置にある丘の上にある2両のイスラエル軍戦車から砲弾が発射されたと述べた。砲撃は、難民キャンプ内のパレスチナ赤十字国際委員会施設近くの地域に着弾し、施設に損傷を与えた。砲撃当時、数百人の市民と赤十字国際委員会スタッフが施設付近にいた。目撃者の報告によると、イスラエル軍は、市民がテントから出ようとしたとき、キャンプに向けて2回目の砲撃を行った。パレスチナ市民防衛隊員の証言によると、アル＝マワシ難民キャンプの内、2カ所がイスラエル軍の砲撃の影響を受けた。1か所は赤十字国際委員会の施設出入口近くであった。被害を受けた場所は、アル＝マワシ内の指定された安全地帯のすぐ近くにあったとAP通信は報じている。

## 余波と死者数
赤十字国際委員会の報告によると、アル＝マワシの病院には爆撃による被害を受けた大量の死傷者が入院・診察しに来院、45人の負傷者が入院し、22人の遺体が霊安室に置かれていた。赤十字国際委員会は声明の中で、誰の責任かは明言しなかった。パレスチナ民間防衛隊によると、死者18人、負傷者35人であった。ガザ保健省は、少なくとも25人が死亡、50人が負傷したと発表し、イスラエル国防軍が攻撃を行ったと非難した。
イスラエル政府関係者は、この攻撃についての詳しい返答を控えながらも、「この攻撃がイスラエル国防軍によって行われた形跡はない」とコメントしていた。

## 国際社会の反応
EUの外交官であるジョゼップ・ボレルは、「EUは、ガザの赤十字国際委員会の施設を損壊させ、数十人の死傷者を出した砲撃を非難する。独立した調査が必要であり、責任者は責任を負わなければならない」と述べた。